# Sammelteller

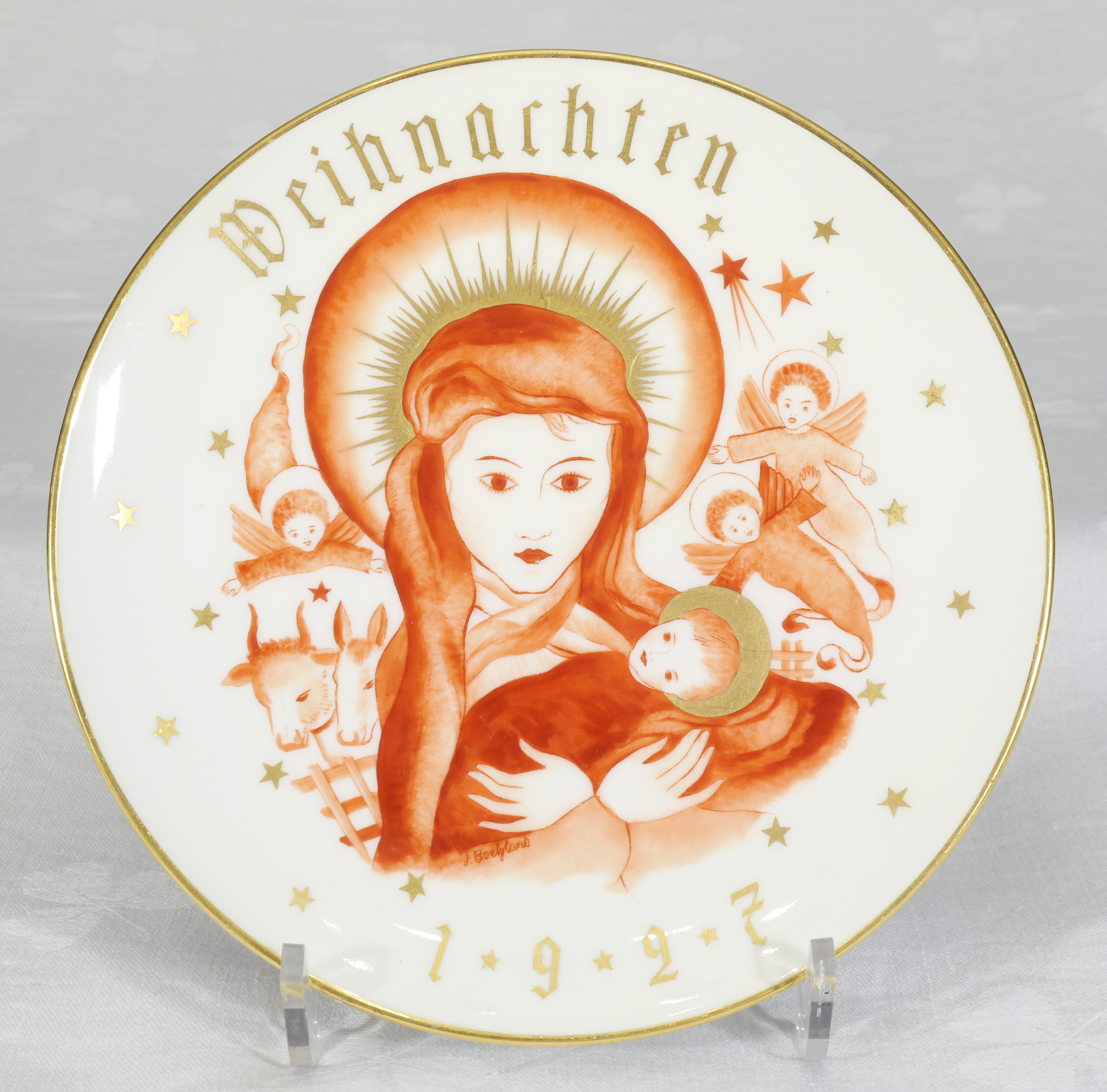
Weihnachtsteller 1927, KPM Berlin
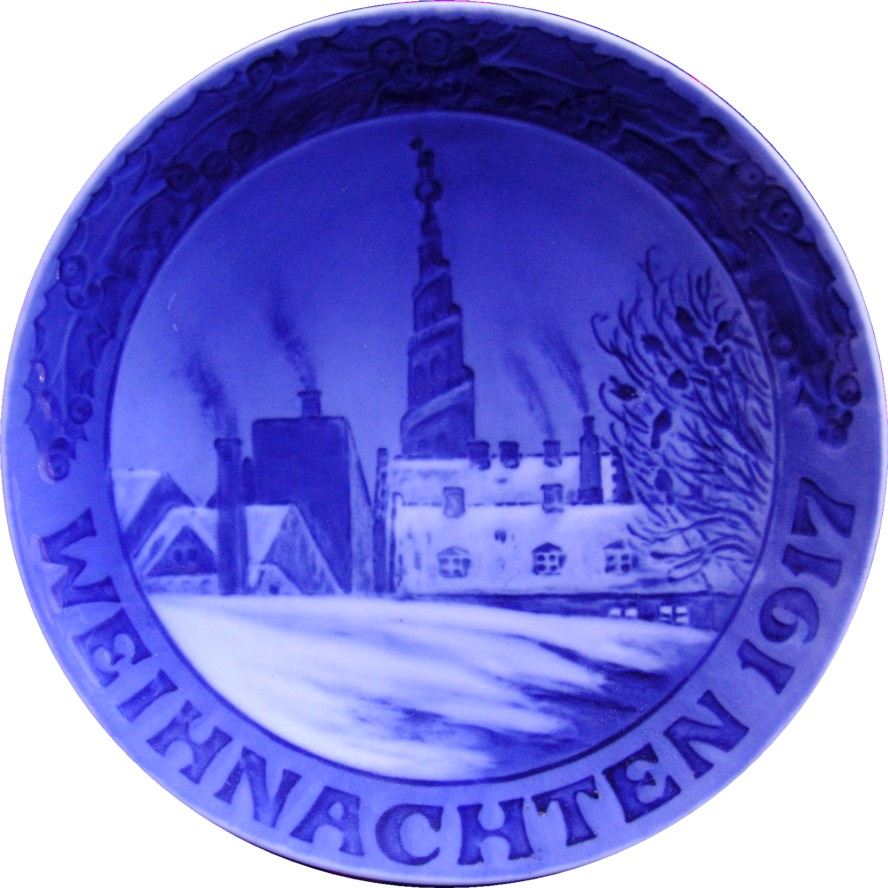
Weihnachtsteller, Königlich Kopenhagen 1917

Als Sammelteller werden die von Porzellanmanufakturen seit der Zeit um 1900 in oft nur beschränkter Stückzahl auf den Markt gebrachte Teller einer speziellen Motivgruppe bezeichnet.
Weit verbreitet sind vor allem die alljährlich mit einem bestimmten Sujet dekorierten und die jeweilige Jahreszahl tragenden, so genannten Weihnachtsteller. Tellerserien gibt es außer zu Weihnachten auch für andere Anlässe im Jahreslauf, zum Beispiel zu Ostern oder zum Muttertag. Üblich sind außerdem alle möglichen, zum Teil von namhaften Künstlern wie Bjørn Wiinblad entworfene Motivserien, zum Beispiel Jahreszeiten, Pflanzen, Blumen und Tiere.
Sammelteller eignen sich vor allem als Wandschmuck oder lassen sich auf Tellerborden nebeneinander präsentieren. Alte Sammelteller haben inzwischen auch ihren Wert als Antiquität.
Das Bradford Sammelteller-Museum in Rödermark bei Frankfurt am Main stellte bis 2020 Porzellanteller aus über 110 Jahren Sammelteller-Geschichte aus. Darunter befand sich auch der erste limitierte Sammelteller Hinter dem vereisten Fenster der Manufaktur Bing & Grøndahl aus dem Jahr 1895.